# Pseudochama corrugata
Pseudochama corrugata is een tweekleppigensoort uit de familie van de Chamidae. De wetenschappelijke naam van de soort is voor het eerst geldig gepubliceerd in 1835 door Broderip.